# Kimmo Hovi
Kimmo Markku Hovi (* 31. Mai 1994 in Mäntsälä) ist ein finnischer Fußballspieler. Er ist ehemaliger U-21-Nationalspieler Finnlands.

## Karriere

### Verein
Hovi wurde in Mäntsälä geboren, wo er neben der Leichtathletik auch das Fußballspielen erlernte. Über Tuusulan kam er zu Keski-Uusimaa, wo er mit 16 Jahren im Jahr 2012 seine ersten Schritte im Profibereich machte. Obwohl er noch für die Jugendmannschaft des Vereins gemeldet war, machte er bereits Profispiele im Herrenbereich in der dritten finnischen Liga. Sein Profi-Debüt gab er am 28. April 2013 beim 2:1-Sieg im Spiel gegen Sudet Kouvola, in dem er auch sein erstes Profi-Tor erzielen konnte. Nachdem die Saison in Finnland geendet hatte, wurde er für eine Saison in die erste maltesische Liga zu Melita FC verliehen.
Im Sommer 2014 verpflichtete der FC Lahti Hovi. Sein Debüt in der Veikkausliiga gab er am 8. Juni 2014 im Spiel gegen Vaasan Palloseura in dem ihm ebenfalls sein erster Treffer in der höchsten finnischen Liga gelang. Während seiner Zeit bei Lahti kam er auf 11 Einsätze, in denen ihm ein Tor gelang. Während der Saison wurde er ebenfalls für vier Spiele an den FC Kuusysi verliehen.
Im Januar 2015 wechselte Hovi zu Real Aviles in die dritte spanische Liga. Dort kam er jedoch nicht zum Einsatz, sondern wurde im Februar 2015 an Mérida AD in die vierte spanische Liga verliehen. Nachdem er im Sommer vorerst zu Real Avilés zurückgekehrt war, wechselte er im August 2015 zu Portugalete. Sein Debüt für den Verein in der dritten spanischen Liga gab er am 29. August 2015 beim 1:1 gegen Arenas Club. Gegen den FC Fuenlabrada erzielte er am 6. Spieltag seinen ersten Treffer für seinen neuen Verein.
Nach einer Saison in Portugalete wechselte Hovi nach Deutschland zu Inter Leipzig. Sein Debüt für die Leipziger in der NOFV-Oberliga Süd gab er am 27. August 2016 beim 2:0-Sieg gegen Askania Bernburg. Hovi gelang in seinem ersten Spiel für Leipzig ebenfalls sein erstes Tor. Im Sommer 2018 wechselte Hovi in die Regionalliga Nordost zum Chemnitzer FC. Sein Debüt in der Regionalliga gab er am 28. Juli beim 3:2-Sieg gegen Union Fürstenwalde. Im Januar 2019 wechselte Hovi zu Ligakonkurrent Fürstenwalde, da er in Chemnitz zu wenig Einsatzzeit bekam. Dort gab er am 10. Februar 2019 sein Debüt gegen Budissa Bautzen.
Nach einer erfolgreichen Saison als Stammspieler bei Fürstenwalde, in der er in 25 Partien 10 Tore erzielen konnte, wechselte Hovi im Sommer 2020 zu Ligakonkurrent Viktoria Berlin. Sein Debüt für Berlin gab er am 15. August 2020 beim 2:1-Sieg gegen seinen Ex-Klub Chemnitzer FC. Mit den Berlinern stieg Hovi in der Saison 2020/21 in die 3. Liga auf, nachdem die Saison aufgrund der Corona-Pandemie vorzeitig abgebrochen werden musste. In der Saison 2021/22 kam der Stürmer auf 10 Drittligaeinsätze, stand jedoch nur einmal in der Startelf und erzielte ein Tor. Am Saisonende stieg der Verein wieder in die Regionalliga Nordost ab.
Zur Saison 2022/23 wechselte Hovi in die Regionalliga Nord zum VfB Lübeck, bei dem er einen Vertrag bis zum 30. Juni 2024 unterschrieb. In seiner ersten Saison erzielte der Stürmer in 28 Ligaspielen 7 Tore. Der VfB stieg als Meister in die 3. Liga auf und gewann den SHFV-Pokal. In der Saison 2024/25 kam Hovi verletzungsbedingt nur auf eine Einwechslung. Der VfB stieg am Saisonende wieder ab, woraufhin er den Verein mit seinem Vertragsende verließ.

### Nationalmannschaft
Hovi kam für verschiedene U-Nationalmannschaften Finnlands zum Einsatz, Er gab am 9. September 2014 sein Debüt in der finnischen U-21 Nationalmannschaft gegen San Marino, in dem ihm auch sein erstes Tor gelang.

## Erfolge
- Meister der Regionalliga Nord und Aufstieg in die 3. Liga: 2023
- SHFV-Pokal-Sieger: 2023